# Демченко Володимир Акимович
Володимир Акимович (Якимович) Демченко (нар. 21 квітня 1920, місто Каргополь, тепер Архангельської області, Російська Федерація — 9 жовтня 1991, місто Москва) — радянський державний діяч, заступник голови Ради міністрів Російської РФСР, 1-й секретар Московського промислового обласного комітету КПРС, 2-й секретар Московського обласного комітету КПРС. Кандидат у члени ЦК КПРС у 1966—1986 роках. Депутат Верховної ради Російської РФСР 6-го, 8—11-го скликань. Депутат Верховної Ради СРСР 7-го скликання.

## Життєпис
Народився в родині службовця.
У 1944 році закінчив Московське вище технічне училище імені Баумана.
У 1944—1945 роках — інженер-конструктор Московського машинобудівного заводу.
У 1945—1954 роках — секретар комітету ВЛКСМ Московського машинобудівного заводу; інструктор, заступник завідувача відділу робітничої молоді Московського міського комітету ВЛКСМ, 1-й секретар Куйбишевського районного комітету ВЛКСМ міста Москви.
Член ВКП(б) з 1946 року.
У 1954—1957 роках — заступник завідувача відділу Московського обласного комітету КПРС.
У 1957—1959 роках — 1-й секретар Ступинського міського комітету КПРС Московської області.
У 1958 році закінчив заочно Вищу партійну школу при ЦК КПРС.
У 1959—1960 роках — завідувач відділу Московського обласного комітету КПРС.
У 1960 — січні 1963 року — секретар Московського обласного комітету КПРС.
6 грудня 1962 — 19 січня 1963 року — голова Організаційного бюро Московського обласного комітету КПРС по промисловому виробництву.
19 січня 1963 — 15 грудня 1964 року — 1-й секретар Московського промислового обласного комітету КПРС.
15 грудня 1964 — 17 квітня 1967 року — 2-й секретар Московського обласного комітету КПРС.
12 квітня 1967 — 26 березня 1985 року — заступник голови Ради міністрів Російської РФСР.
З березня 1985 року — персональний пенсіонер союзного значення в Москві.
Помер 9 жовтня 1991 року. Похований в Москві на Ваганьковському цвинтарі.

## Нагороди
- два ордени Леніна (18.04.1980)
- орден Трудового Червоного Прапора
- два ордени «Знак Пошани»
- медалі